# وندی وینبرگ
وندی وینبرگ (به انگلیسی: Wendy Weinberg) (زادهٔ ۲۷ ژوئن ۱۹۵۸) شناگر اهل ایالات متحده آمریکا است.